# Script spéculatif
Un script spéculatif (ou scénario spéculatif, spec script en anglais) est un scénario non commandé et non sollicité. Il est généralement écrit par un scénariste qui espère voir ce document choisi et acheté par un producteur, une société de production ou un studio de cinéma.
Exemples de scripts spéculatifs ayant remporté un Oscar :
- Thelma & Louise (vendu par Callie Khouri à la MGM pour 500 000 $ en 1990)
- Will Hunting (vendu par Matt Damon et Ben Affleck à Miramax Films pour 675 000 $ en 1994)
- American Beauty (vendu par Alan Ball à DreamWorks SKG pour 250 000 $ en 1998)[1].

## Histoire
Preston Sturges est considéré comme avoir vendu le premier script spéculatif dans l'histoire d'Hollywood en 1933. La Fox ayant acheté le script de La Puissance et la Gloire pour 17 500 $ plus ses droits. Le film fut mal classé au box-office, mais, en 2014, il fut sélectionné au National Film Registry.

Les scripts spéculatifs n'ont pas toujours eu autant de succès dans les affaires comme ils l'ont maintenant. Ernest Lehman décrit pourquoi son scénario original de La Mort aux trousses était inhabituel à ce stade de sa carrière :

« À l'époque tout ne souriait pas aux originaux, croyez-le ou non. Il y avait très peu d'intérêt pour les choses originales à l'époque. […] Les studios, les distributeurs voulaient l'assurance que quelqu'un d'autre pensait qu'une idée valait la peine d'être publiée. […] À cette époque, si vous alliez à une fête dans la communauté hollywoodienne et que quelqu'un demandait: "Sur quoi travaillez-vous , Ernie? " Et que vous répondiez : "Je suis en ce moment sur un scénario original.", la réponse était "Ooh". […] Comme s'ils étaient un peu embarrassés. […] Si vous travailliez sur quelque chose que vous créiez tout seul, ils pensaient secrètement : "Il ne va pas bien. Travailler sur un truc original…". C'était définitivement l'ambiance à ce moment dans cette ville. »

À la fin des années 1960, William Goldman vendit son script spéculatif Butch Cassidy et le Kid à Warner Bros pour 400 000 $ dans une guerre d'enchères entre les différents studios. Ce script remporta l'Oscar du meilleur scénario original, ce qui poussa les scénaristes à ainsi écrire des scripts spéculatifs.

## Attirer les producteurs
Si l'auteur d'un script spéculatif a un agent, celui-ci identifiera un certain nombre d'acheteurs potentiels (qui peuvent aller des petits producteurs indépendants à des cadres des grands studios de cinéma) et tentera de mettre son script "au chaud". Le script peut aussi être envoyé simultanément à tous les acheteurs potentiels dans l'espoir de lancer une guerre des enchères.
Si le script se vend, l'auteur peut recevoir un paiement compris entre quelques dizaines de milliers de dollars et plusieurs millions. Si ce n'est pas le cas, le script est parfois définitivement enterré ; conservé dans les bases de données des studios et des cadres de développement, il porte alors la mention « Vu ».
Si un script spéculatif n'est pas pris, mais qu'il est cependant considéré comme bon, le scénariste peut se voir offrir une demande d'écriture. Ces scripts sont souvent écrits par des scénaristes inconnus qui cherchent à prouver leur talent en écriture et se faire un nom dans l'industrie du cinéma.